# Frente Electoral Comunista (marxista-leninista)
El Frente Electoral Comunista (marxista-leninista) -FEC(ml)- (en portugués: Frente Eleitoral Comunista (marxista-leninista)) fue un movimiento político comunista de Portugal impulsado por la Organización Comunista Marxista-Leninista Portuguesa
(OCMLP) en 1974. El primer Congreso tuvo lugar en enero de 1975, participando en las elecciones a la Asamblea constituyente.